# Jardín de Plantas Silvestres de Yamagata

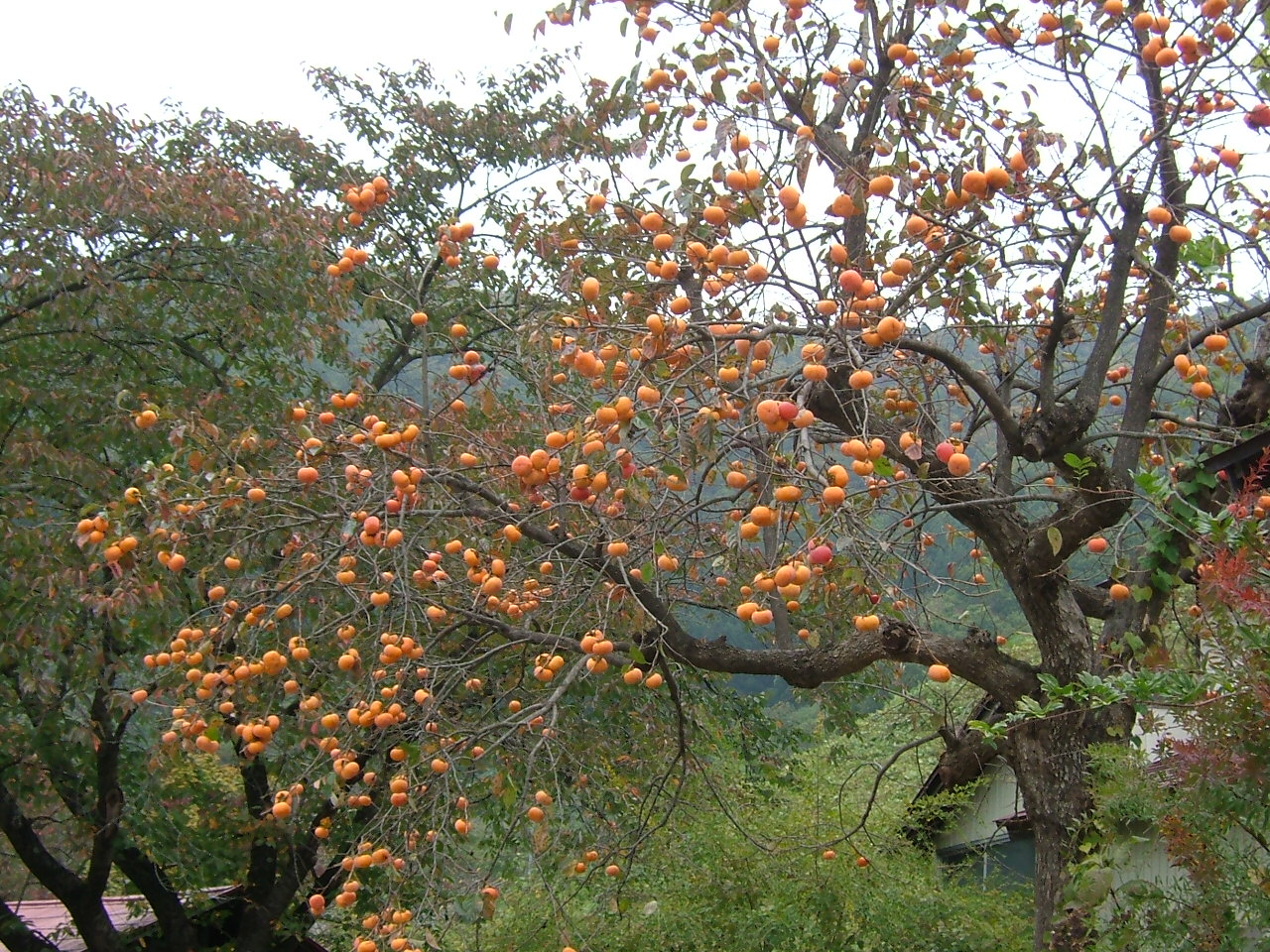
Caqui (Diospyros kaki) con sus frutos en octubre.

El Jardín de Plantas Silvestres de Yamagata (en japonés: 山形市野草園) es un jardín botánico de 264 706 m² que se encuentra en las afueras de la ciudad de Yamagata, Tohoku, Japón.

## Localización
La ciudad de Yamagata es la principal ciudad de la prefectura que lleva el mismo nombre y que se sitúa en la región del Tohoku, no lejos de las ciudades de Sendai y Niigata. Una gran parte de la prefectura de Yamagata es montañosa y un hecho notable es que todos los municipios de la prefectura tienen una fuente termal.
Jardín de Plantas Silvestres de Yamagata, Ooaza Kanno 832-3, Yamagata (Yamagata), prefectura de Yamagata, 990-2406, Japón.38°15′N 140°21′E / 38.250, 140.350
- Altitud : de 530 a 570 m s. n. m.
- Temperatura media anual : 11,5 °C (de 1976 a 1991)
- Precipitaciones medias anuales : 1 125 mm (de 1976 a 1991)

EL jardín botánico abre del 1 de abril al 30 de noviembre; de 9:00 a 16:30 en abril/mayo; de 9:00 a 18:00 de junio a agosto; de 9:00 a 16:30 de septiembre a noviembre. Hay que señalar que el jardín está cerrado el lunes. Cobran una tarifa de entrada.

## Historia
Este jardín botánico se inauguró el 18 de abril de 1993. Está enfocado sobre todo a la educación de los escolares de la zona, así como en servir de lugar de ocio a los habitantes de las ciudades próximas.

## Colecciones
Actualmente el jardín botánico alberga más de 850 especies de la Flora de Japón. El jardín reproduce algunas zonas naturales de Japón y presenta las principales plantas salvajes japonesas. Se distribuye entre varias zonas temáticas: 
- Zona de observación de la naturaleza,
- Zona natural,
- Zona homenaje de las ciudades hermanadas y amigas,
- Prado florecido, y colina de plantas silvestres
- Jardín de plantas aromáticas,
- Alpinum
- Arboreto que exhibe los árboles símbolos del jardín
- Colina de las azaleas,
- Zona de plantas acuáticas, con varios estanques,
- Centro de Estudio de la Naturaleza,
- Valle de Lysichiton camtschatcense,
- Bosque de Sorbus commixta,
- Zonas de descanso y comida.

Entre las especies de sus colecciones son de destacar, Menyanthes trifoliata (Menyanthaceae), Nuphar pumilum var. ozeense (Nymphaeaceae), Lysichiton camtschatcense (Araceae), Symplocarpus foetidus var. latissimus (Araceae), Ranzania japonica (Berberidaceae), Pteridophyllum racemosum (Papaveraceae), Achlys japonica (Berberidaceae), Tripterospermun japonicum, Carpinus japonica

## Actividades
El jardín organiza talleres de cocina, de trabajos manuales, de observación de las plantas y de la naturaleza para los niños de escuela primaria y otros estudiantes. Hay también talleres de jardinería y ayudas de fotografías. 
Entre sus proyectos se encuentran varias exposiciones cuyo objetivo consiste en presentar las plantas cultivadas en el jardín, en particular, por medio de fotografías, de pinturas; presentación de plantas en cerámica por la Asociación de Amigos del Jardín. Actividades de censo y conservación de la flora local: no hay censo de la flora local pero preocupación por la conservación de las especies cultivadas en el jardín.